# U-37号潜艇 (1914年)
陛下之37号潜艇是德意志帝国海军建造的一艘潜艇或称U艇。它由基尔的日耳曼尼亚船厂承建，于1914年8月25日下水，至同年12月9日交付使用。U-37号是在第一次世界大战海战期间服役的329艘德国潜艇之一，并参加了大西洋潜艇战役。1915年3月20日，U-37号驶向英吉利海峡作战区展开首次暨最后一次巡逻，自4月起便失联。包括艇长、海军上尉埃里希·维尔克在内的35名船员全部遇难。

## 设计
U-37号为双壳远洋潜艇，在尺寸上类似于U-23至U-30型，仅在推进和速度上略有不同。德意志帝国海军将其视为非常优秀的公海舰艇，具有适中的机动性和良好的水面掌舵能力。
艇只的全长和耐压壳体长分别为64.70米和52.36米；舷宽6.32米，当中的耐压壳体宽为4.05米；有7.68米的总高和3.56米的吃水深度。艇只的总排水量达971吨；其中水上为685吨，水下为878吨。
U-37号搭载有可在水上使用的两台日耳曼尼亚六缸二冲程柴油发动机，总功率为1,850匹公制馬力（1,361千瓦特）；以及可在水下使用的西门子-舒克特双电动发电机，总功率为1,200匹公制馬力（883千瓦特）。这些发动机用以驱动双轴、每根轴各一个的直径1.6米长螺旋桨，从而使艇只在水上的最高速度达16.4節（30.4每小時），在水下的最高航速为每小时9.7節（18.0每小時）。它可以8節（15每小時）的速度在水上巡航8,790海里（16,280），或以5節（9.3每小時）的速度在水下巡航80海里（150）。艇只的潜航深度为50米。
艇只装备了四具直径为500毫米的鱼雷发射管，其中艏、艉各两具，并可携带合共6枚鱼雷。此外，U-37号于1915年还增配了一门88毫米30倍径速射炮。其标准船员编制为4名军官和31名水兵。

## 结局
1915年3月20日，U-37号驶向英吉利海峡作战区展开首次暨最后一次巡逻，期间共击沉2艘和击伤1艘协约国商船，容积总吨为6270吨。然而，该艇自4月初以来便一直失联。据推测它是在返航途中在泽布吕赫以北或多佛尔海峡以东的海面上触雷沉没，共造成35名船员全数遇难。技术缺陷或人为错误也可能是导致潜艇海损的原因之一。

## 袭击历史摘要
| 日期          | 船名       | 船籍 | 吨位 | 结局 |
| ------------- | ---------- | ---- | ---- | ---- |
| 1915年3月25日 | 德尔米拉号 | 英国 | 3459 | 击伤 |
| 1915年3月31日 | 艾玛号     | 法國 | 1617 | 击沉 |
| 1915年4月1日  | 七海号     | 英国 | 1194 | 击沉 |

## 脚注
1. ↑  Helgason, Guðmundur. . German and Austrian U-boats of World War I - Kaiserliche Marine - Uboat.net.   [16 March 2015].
2. 1 2 3 4  Gröner，第6頁.
3. ↑  Herzog，第67頁.
4. ↑  Herzog，第89頁.
5. ↑  Kemp，第12頁.
6. ↑  Helgason, Guðmundur. . German and Austrian U-boats of World War I - Kaiserliche Marine - Uboat.net.   [16 March 2015].